# 41e division d'infanterie Firenze
Pour les articles homonymes, voir 41e division d'infanterie.
La 41e division d’infanterie Firenze est une division d'infanterie de l'armée italienne pendant la Seconde Guerre mondiale. Elle fut formée le 15 septembre 1939 à Florence avant d'être officiellement dissoute le 28 septembre 1943.La division était composée de Toscans, et surtout de Florentins (un cas rare de division d'infanterie italienne dont le nom coïncide avec l'ethnie ou le lieu de résidence de ses membres).

## Ordre de bataille
- 127e régiment d'infanterie Florence
- 128e régiment d'infanterie Firenzi
- 41e régiment d'artillerie
- 92e Légion CCNN (chemises noires)
- 41e bataillon de mortiers
- 241e compagnie antichar
- 41e société de signalisation
- 53e entreprise pionnière
- 37e section médicale
- 36e section d'approvisionnement
- 12e boulangerie artisanale
- 194e section des transports motorisés[2]